# Martin Sierek
Martin Sierek (* 18. Dezember 1958 in Raabs an der Thaya, Niederösterreich) ist ein österreichischer Komponist.

## Leben
Martin Sierek besuchte in den Jahren von 1974 bis 1979 die Höhere Technische Lehranstalt in der Fachrichtung Elektrotechnik. Während dieser Zeit erhielt er privaten Klavierunterricht bei Martha Sierek und Margarete Jetter. Nach der Reifeprüfung im Jahr 1979 belegte er an der Universität für Musik und darstellende Kunst Wien einen Lehrgang für Elektroakustische Musik bei Dieter Kaufmann. In den Jahren von 1980 bis 1982 studierte er an der Universität für Musik und darstellende Kunst Graz Komposition bei Andrzej Dobrowolski und Kontrapunkt bei Hermann Markus Preßl sowie ab 1989 Musikwissenschaft bei Manfred Angerer und Theophil Antonicek und Publizistik an der Universität Wien. Im Jahr 1993 schloss er mit Mag. phil. ab, im Jahr 1995 wurde er mit der Dissertation Die Geschichte des Ensembles „die reihe“ ebenda promoviert.
Sierek war in den 1980er Jahren als freischaffender Künstler in den Bereichen Instrumentalmusik, (Musik-)Theater, szenische Mischformen mit Literatur sowie elektroakustische Musik tätig. Nachdem er im Jahr 1985 einen ersten Auftritt im Wiener Konzerthaus und mehrere Konzerte im Kunstverein Alte Schmiede (Wien) absolviert hatte, begann er im Jahr 1986 als Audiotechniker zu arbeiten.
In den Jahren 1993 bis 1996 sowie 2001 bis 2005 führte Sierek kirchenmusikalische Studien am Diözesankonservatorium für Kirchenmusik der Erzdiözese Wien durch. Seitdem komponiert er u. a. liturgische elektronische Musik und sakrale Klanginstallationen. Zudem ist Martin Sierek als Organist und Kantor sowie Mitarbeiter im Behelfsdienst des österreichischen Canisiuswerks tätig.

## Auszeichnungen
- 1983: Förderungspreis für Musik des Bundeskanzleramts Österreich für Kunst und Kultur[2]
- 1984: Arbeitsstipendium der Stadt Wien[2]
- 1987: Förderpreis der Arbeiterkammer Steiermark[2]
- 1988: Max-Brand-Preis (zum ersten Mal vergeben) für Starpeace[2]

## Werke (Auswahl)

### Elektronische Musik
- SMBK I – Solo für Tonband (1979)[3]
- Steilwandakrobaten – für Tonband mit Sprecherin (1980)[3]
- Glissando continuo – Solo für Tonband (1980)[3]
- SMBK III – Solo für Tonband (1980)[3]
- Kompositionen für zwei – Solo für Tonband (1982)[3]
- Opus 1 digital – Solo für Tonband (1982)[3]
- Sinfonie konkret – Solo für Tonband (1982)[3]
- Vier Miniaturen – Solo für Tonband (1982)[3]
- Komposition für Augen und Ohren – Solo für Tonband (1982)[3]
- Saxophonsequenzen – Solo für Tonband (1983)[3]
- Lebenszeichen – für Elektronik und Tonband (1983)[3]
- Konzert für Radio und Martin Sierek – Solo für Tonband (1983)[3]
- Ostermontag – Solo für Tonband (1984)[3]
- Ein Tag wie jeder andere – Solo für Tonband (1982)[3]
- Regenbogen – Solo für Tonband (1985)[3]
- Heilige drei Könige – Solo für Tonband (1987)[3]
- Starpeace – Solo für Tonband (1988)[3]
- Radio – Solo für Tonband (1989)[3]
- Konzert für Schall – für Klavier, Tonband und Synthesizer (1989/1993)[3]
- Konzert für Klavier und Computer – für zwei Klaviere, Stimme, Tonband und Synthesizer (1989)[3]
- PianoPiano – Konzert für Klavier und Elektronik (1991)[3]
- Tapas – Solo für Computer (1991)[3]
- Felinokynetics – Solo für Computer (1991)[3]
- VT 96/2 – unkomponiert, unimprovisiert und doch gespielt, ganz privat (heimlich), aber immer wieder und wichtiger als alles andere zuvor, Solo für Elektronik (1996)[3]
- VT 96 – unkomponiert, unimprovisiert und doch gespielt, ganz privat (heimlich), aber immer wieder und wichtiger als alles andere zuvor, Solo für Elektronik (1996)[3]

### Ensemblemusik
- Elektrizitäten – Duo für Altsaxophon und Violine mit Solostimme (1982)[3]
- Nebengeräusche – Duo für Klavier und Cembalo mit Synthesizer und Tonbandzuspielung (1985)[3]
- Konzert für Cembalo und Elektronik – Duo für Klavier und Cembalo mit Elektronik und Tonband (1985)[3]
- Kairos – Duo für Klavier und Cembalo mit Chor, Synthesizer und Tonband (1987)[3]
- Streichquartett Nr. XI – Quartett für zwei Violinen, Viola und Violoncello (1990)[3]
- Dialog startet – Sextett für Altsaxophon, Perkussion, Klavier, Viola, Violoncello und Kontrabass mit Computer (1992)[3]
- Vergnügter Jeremias – Trio für zwei Violoncelli und Klavier (1993)[3]